# Koorgestoelte

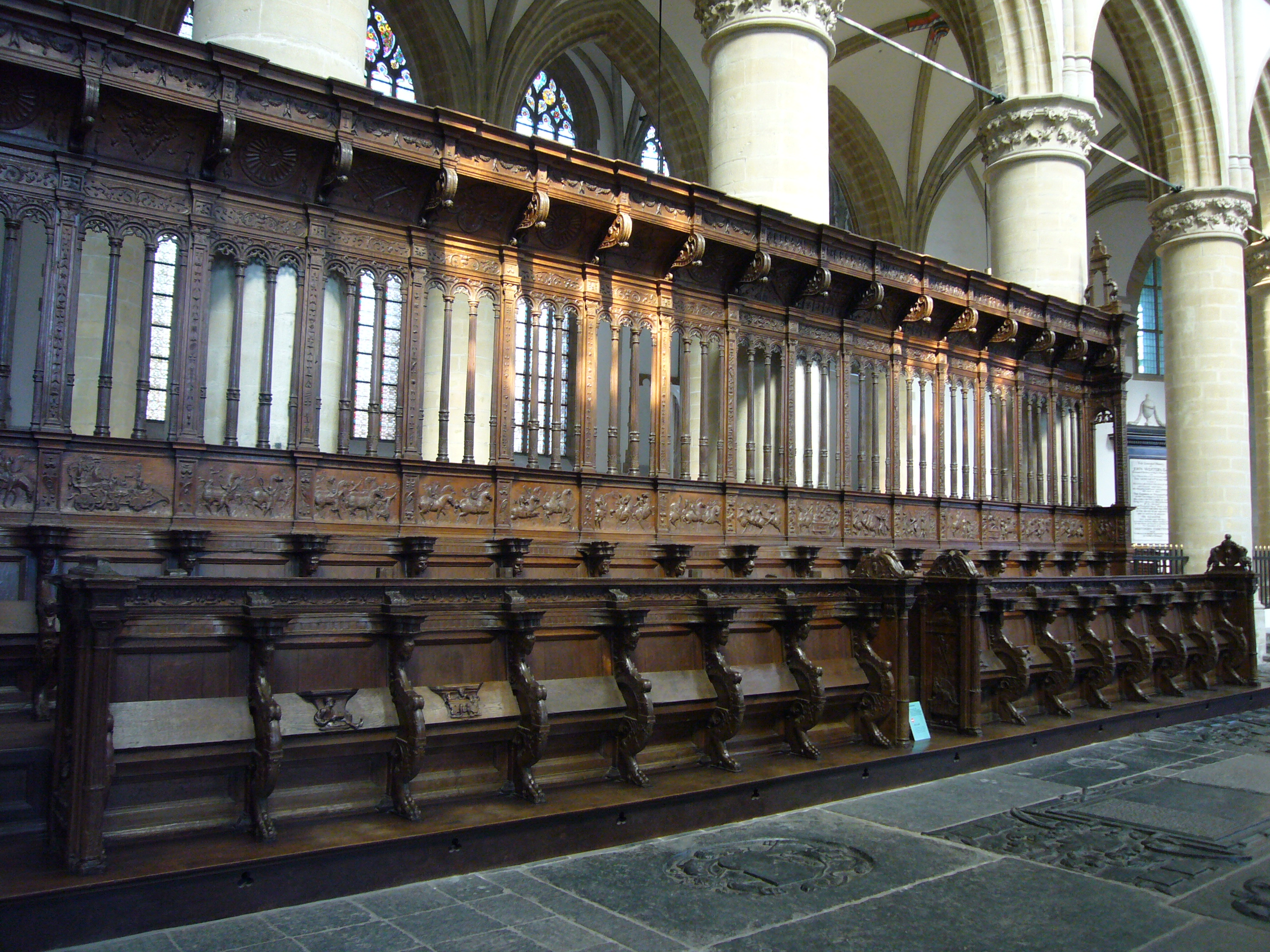
Koorbanken in de Grote Kerk van Dordrecht

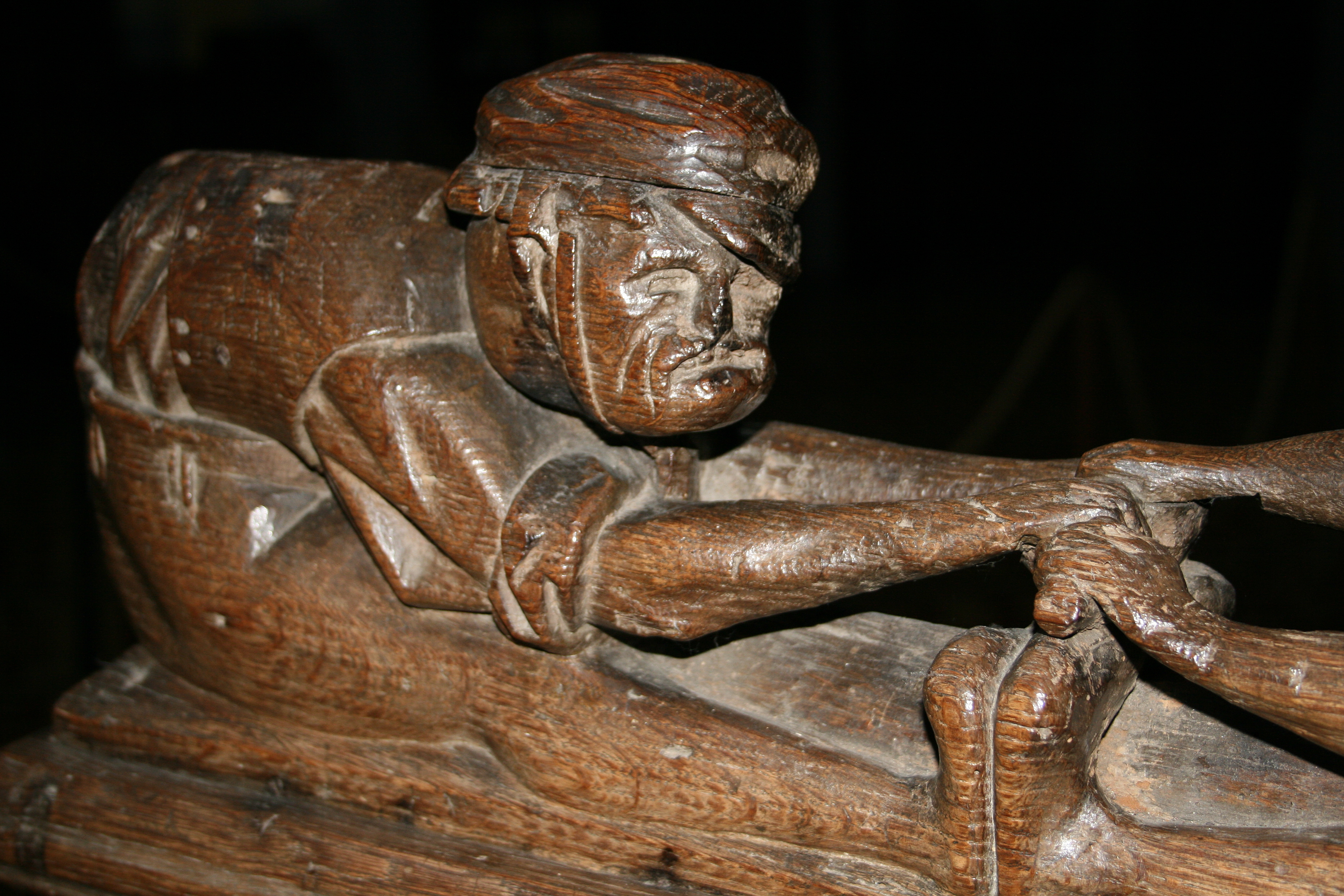
Detail van het koorgestoelte in de Sint-Maternusbasiliek, Walcourt, België

Het koorgestoelte (men spreekt ook van koorbanken) is een rij zitplaatsen tegen de zijwanden van het koor van een kerk, meestal een kathedraal, kapittelkerk of kloosterkerk. Vaak bestaat het gestoelte uit twee rijen zitplaatsen achter elkaar, waarvan de tweede verhoogd is. Een hoge achterwand vormt meestal de afscheiding met de kooromgang. De koorbanken waren vaak voorzien van kunstig houtsnijwerk.
Koorbanken zijn vanaf de dertiende eeuw in zwang voor de geestelijken die in het koor de getijden zingen. In een kathedraal of een kapittelkerk waren dat de kanunniken en in een kloosterkerk de monniken. Omdat dat veelal staand diende te gebeuren, zijn de klapzittingen aan de onderkant voorzien van gebeeldhouwde consoles, de zogeheten misericordes, waarop geleund kan worden. In veel kerken zijn de koorbanken verwijderd of kregen een andere bestemming; in de Noordelijke Nederlanden gebeurde dat al tijdens de reformatie, in de Zuidelijke Nederlanden pas bij de opheffing van kapittels en kloosters in de Franse tijd.
Ook parochiekerken bezaten soms een koorgestoelte dat kon worden gebruikt voor de medewerkers aan de liturgie, zoals zangers en lectoren.

## Bewaard gebleven koorgestoelte
Koorgestoelten van voor de Hervorming zijn bewaard gebleven in diverse kerken.

### In Nederland
- Grote of Onze-Lieve-Vrouwekerk in Dordrecht
- Sint-Janskathedraal in 's-Hertogenbosch
- Grote of Onze-Lieve-Vrouwekerk in Breda
- Martinikerk in Bolsward
- Sint-Petrus'-Bandenkerk in Hilvarenbeek
- Sint-Petrus' Stoel van Antiochië- of Sint Petruskerk in Sittard
- Grote of Sint-Martinusbasiliek in Venlo
- Grote of Sint-Maartenskerk in Zaltbommel

### In België
- Sint-Geertruikerk in Leuven
- Sint Katharinakerk in Hoogstraten
- Sint-Maternusbasiliek in Walcourt
- Sint-Pauluskathedraal in Luik
- Sint-Jacobskerk in Luik
- Sint-Sulpitiuskerk in Diest: uitgevoerd tussen 1491-1493 door het atelier van Jan Borreman, Brussel.